# Долосцы (озеро, Пустошкинский район)
Долосцы или Деенское — озеро в Пригородной волости Пустошкинского района Псковской области, на западной окраине города Пустошка.
Площадь — 0,9 км² (90,8 га; с островами — 93,0 га). Максимальная глубина — 7,0 м, средняя глубина — 2,0 м.
На берегу озера расположены: город Пустошка и деревня Долосцы.
Проточное. Относится к бассейну реки Крупея (Крупянка), притока Великой.
Тип озера плотвично-окуневый с лещом. Массовые виды рыб: щука, окунь, плотва, лещ, язь, линь, налим, ерш, красноперка, щиповка, верховка, вьюн, густера, карась; широкопалый рак (единично).
Для озера характерно: в литорали — песок, заиленный песок, ил, в центре — ил, есть локальные заморы; на берегу — луга, поля, леса.